# Sand-Röhrling
Der Sand-Röhrling (Suillus variegatus) ist eine Pilzart aus der Familie der Schmierröhrlingsverwandten (Suillaceae). Der deutsche Name rührt von der sandig wirkenden Hutoberfläche.

## Merkmale

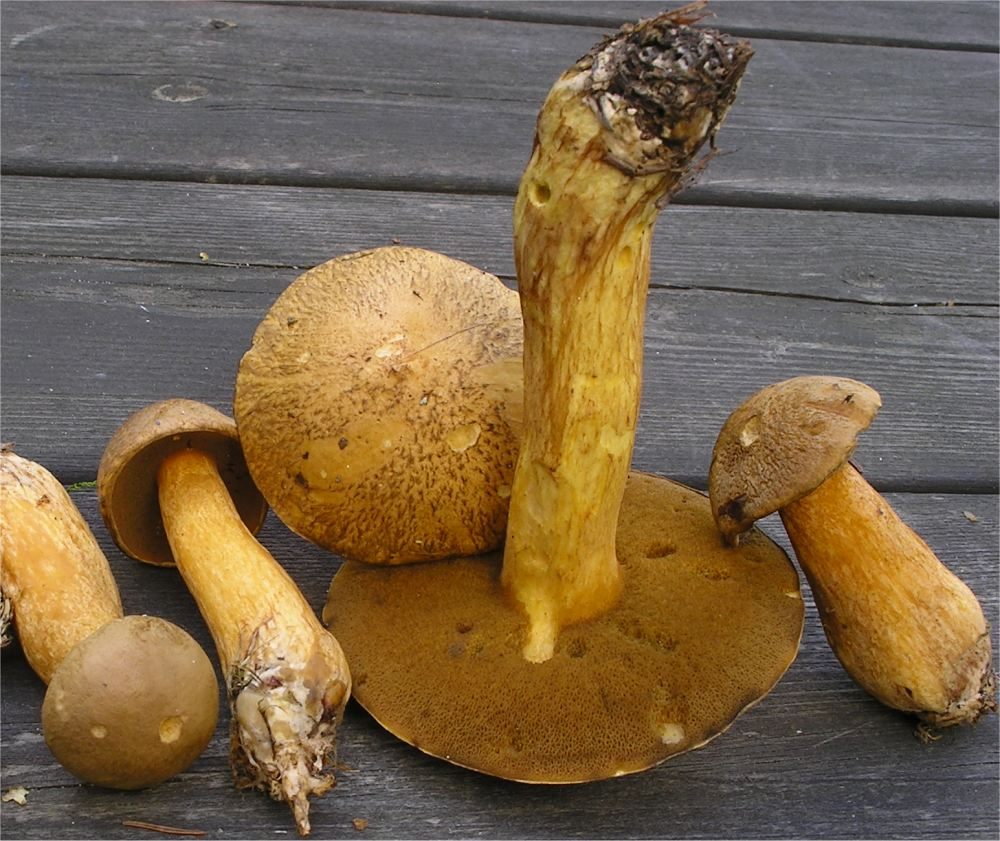
Fruchtkörper des Sand-Röhrlings in verschiedenen Altersstadien

### Makroskopische Merkmale
Der Hut des Sandröhrlings besitzt einen Durchmesser von 4–12 cm und ist vorwiegend gelb bis olivocker gefärbt. Er ist zunächst halbkugelig, später gewölbt. Die Oberfläche ist filzig-matt oder erweckt einen feinkörnigen Eindruck; später verkahlt sie. Die Huthaut wird erst bei längerem Regen schmierig. Die relativ kurzen Röhren sind dunkler als die Hutoberseite und schwer vom Fleisch zu trennen. Sie sind eng stehend und besitzen jung einen dunklen Olivton. Später sind sie olivocker bis rostoliv gefärbt. Der zylindrische Stiel ist 5–8 cm lang, gelblich gefärbt und wässrig marmoriert. Das Fleisch ist gelblich und schwach blauend, jedoch nicht immer. Der Geruch ist unbedeutend bis säuerlich.

### Mikroskopische Merkmale
Die olivbraunen Sporen besitzen eine Größe von 8–10 × 3–4 Mikrometern.

## Artabgrenzung
Ähnlichkeit besteht mit dem Kuh-Röhrling, der oft am selben Standort anzutreffen ist. Er besitzt jedoch eine glatte und mehr kuhbräunlich gefärbte Hutoberfläche. Seine Röhren sind grober und haben die gleiche Farbe wie der Hut. Auch der relativ seltene Kornblumen-Röhrling kann ähnlich aussehen. Dessen Hutoberfläche ist strohgelblich gefärbt und besitzt eine recht grobfilzige Oberfläche; die Röhren sind sehr hell. Des Weiteren unterscheidet er sich vom Sandröhrling durch ein viel stärkeres Blauen, das bereits nach der kleinsten Berührung auftritt.

## Ökologie und Phänologie
Der Sandröhrling ist von Juni bis November unter Kiefern zu finden, mit denen er eine Mykorrhiza eingeht. Er bevorzugt saure Böden, ist aber selten auch auf kalkhaltigem Untergrund zu finden, gerne auch auf sandigem Substrat.

## Verbreitung
Der Pilz ist recht häufig und in ganz Mittel- und Nordeuropa verbreitet.

## Bedeutung
Der Geschmack des Sandröhrlings ist nicht sehr aromatisch. Deshalb wird er vorwiegend für Mischgerichte oder, wofür er sich aufgrund seines sich dann entwickelnden Morchelaromas hervorragend eignet, als getrockneter Pilz verwertet.